# Korita, Bileća
Korita so naselje v občini Bileća, Bosna in Hercegovina. 

## Deli naselja
Biteljica, Bjelava, Doluše, Koprivci, Korita, Korovci, Njivice, Ograda, Pejove Torine, Pešića Glavica, Seline, Tepure in Voljice.

## Prebivalstvo
| Pregled števila prebivalcev po letih | Pregled števila prebivalcev po letih | Pregled števila prebivalcev po letih | Pregled števila prebivalcev po letih | Pregled števila prebivalcev po letih | Pregled števila prebivalcev po letih |
| ------------------------------------ | ------------------------------------ | ------------------------------------ | ------------------------------------ | ------------------------------------ | ------------------------------------ |
| 1948                                 | 1953                                 | 1961                                 | 1971                                 | 1981                                 | 1991                                 |
| -                                    | -                                    | -                                    | 372                                  | 271                                  | 211                                  |

| Narodna sestava prebivalstva po letih                                                                                      | Narodna sestava prebivalstva po letih                                                                                      | Narodna sestava prebivalstva po letih                                                                                    |
| --- | --- | --- |
| 1971 | 1981 | 1991 |
| . skupaj: 372 Srbi 369 (99,19 %) Hrvati 0 (0,00 %) Muslimani 0 (0,00 %) Jugoslovani 0 (0,00 %) drugi in neznano 3 (0,80 %) | . skupaj: 271 Srbi 267 (98,52 %) Hrvati 0 (0,00 %) Muslimani 0 (0,00 %) Jugoslovani 2 (0,73 %) drugi in neznano 2 (0,73 %) | . skupaj: 211 Srbi 211 (100 %) Hrvati 0 (0,00 %) Muslimani 0 (0,00 %) Jugoslovani 0 (0,00 %) drugi in neznano 0 (0,00 %) |